# Dasythorax rasilis
Dasythorax rasilis là một loài bướm đêm trong họ Noctuidae.